# میگل سیجا
میگل سیجا (انگلیسی: Miguel Seijas؛ زادهٔ ۲۰ مهٔ ۱۹۳۰) قایقران روئینگ اهل اروگوئه است.